# Ruprecht Wittelsbach (Pfalz-Veldenz)
Ruprecht Wittelsbach (ur. 1506 w Zweibrücken – zm. 28 lipca 1544 na zamku Grevenstein) – hrabia palatyn i książę Palatynatu-Veldenz.
Syn księcia Aleksandra i Małgorzaty Hohenlohe-Waldenburg-Neuenstein. Miał starszego brata Ludwika. Po śmierci ojca w 1514 roku jego ziemie zostały podzielone pomiędzy niepełnoletnich synów. Ludwik został księciem Palatynatu-Zweibrücken, zaś Ruprecht Palatynatu-Veldenz.
Początkowo wybrał karierę duchownego, był kanonikiem w Moguncji, Kolonii i Strasburgu. Odszedł jednak ze stanu duchownego w 1529 roku. Gdy w 1533 roku zmarł Ludwik, Ruprecht został kuratorem nad nieletnim bratankiem – Wolfgangiem. Pełnił tę funkcję do 1543 roku.
Wyznawał idee reformacji, kazał Janowi Schwebel napisać nowy porządek nabożeństw odprawianych w języku niemieckim.
Poślubił 23 czerwca 1537 księżniczkę Urszulę Daun-Kyrburg und Salm (1515–1601). Para miała trójkę dzieci:
- Anna (1540–1586) – żona margrabiego Badenii-Durlach Karola II
- Jerzy Jan (1543–1592) – hrabia palatyn i książę Palatynatu-Veldenz
- Urszula (1543–1578) – żona hrabiego Wirich VI. Daun-Falkenstein